# Mrs. Humphry Ward

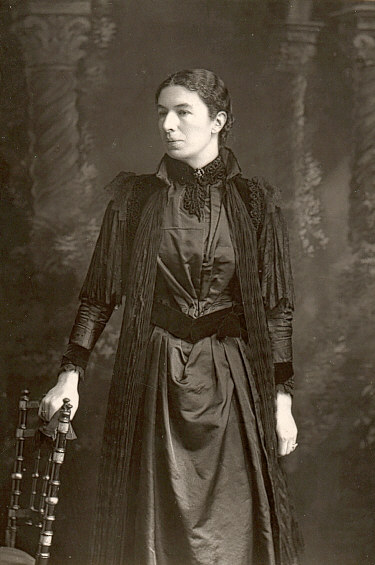
Mrs. Humphry Ward.

Árbol genealógico de los Arnold y Huxley.

Mary Augusta Arnold (Hobart, Tasmania, 11 de junio de 1851 – Londres, 24 de marzo de 1920) fue una escritora británica que publicó con su nombre de casada, Mrs. Humphry Ward.

## Biografía
Mary Augusta Arnold nació en Hobart, Tasmania (Australia) en 1851. Era hija de Tom Arnold, un profesor de literatura, y Julia Sorrell. Su tío era el poeta Matthew Arnold y su abuelo había sido Thomas Arnold, el famoso director de la escuela Rugby School. Su hermana, Julia, se casó con Leonard Huxley, el hijo de Thomas Henry Huxley y sus hijos fueron Julian y Aldous Huxley. De joven, Mary se casó con Humphry "Thomas" Ward, escritor y editor.
Mary Augusta Ward comenzó escribiendo artículos para revistas mientras preparaba un libro infantil, Milly and Olly, publicado en 1881. Sus novelas tienen un fuerte contenido religioso, en relación con la moral victoriana que ella misma practicaba. Su popularidad alcanzó los Estados Unidos, donde sus novelas Lady Rose's Daughter y The Marriage of William Ashe fueron las más vendidas en 1903 y 1905 respectivamente. Su novela más famosa es Robert Elsmere.

## Obra literaria
- Milly and Olly - (1881)
- Miss Bretherton - (1884)
- Robert Elsmere - (1888)
- Marcella - (1894)
- Sir George Tressady - (1896)
- Helbeck of Bannisdale - (1898)
- Eleanor - (1900)
- Lady Rose's Daughter - (1903)
- The Marriage of William Ashe - (1905)
- Fenwick's Career - (1906)
- The Testing of Diana Mallory - (1908)
- Daphne - (1909)
- Canadian Born - (1910)
- The Case of Richard Meynell - (1911)
- The Mating of Lydia - (1913)
- The Coryston Family - (1913)
- Delia Blanchflower - (1914)
- Eltham House - (1915)
- A Great Success - (1915)
- England's Effort, Six Letters to an American Friend - (1916)
- Lady Connie - (1916)
- Towards the Goal - (1917)
- Missing - (1917)
- The War and Elizabeth - (1918)
- A Writer's Recollections - (1918)
- Fields of Victory - (1919)
- Helena - (1919)
- Harvest - (1920)

- Datos: Q952452
- Multimedia: Mary Augusta Ward / Q952452